# Касаєв Алан Таймуразович
Алан Таймуразович Касаєв (рос. Алан Таймуразович Касаев; нар. 8 квітня 1986, Турсунзаде, Таджикистан) — російський футболіст осентинського походження, вінґер.

## Клубна кар'єра

### Початок кар'єри
Професійну кар'єру розпочав у 2002 році у клубі зони «Центр» другого дивізіону «Титан» (Реутов), за який зіграв 14 матчів. 2003 року перейшов до клубу прем'єр-ліги «Шинник». Зіграв 19 матчів та забив 1 м'яч за дублюючий склад, за основний склад не грав. 2004 року перейшов у «Зеніт» (Санкт-Петербург). До 2006 року зіграв 28 матчів і забив 6 м'ячів за дублюючий склад, провів 3 матчі в розіграшах Кубку Росії, а в 2006 році перебував в основній заявці клубу.
У 2007 році перейшов на правах оренди до «Аланії» (Владикавказ), за яку провів 36 матчів та забив 3 м'ячі. Після закінчення сезону клуб хотів повністю викупити трансфер, але домовитися із «Зенітом» керівництву «Аланії» не вдалося.

### «Кубань»

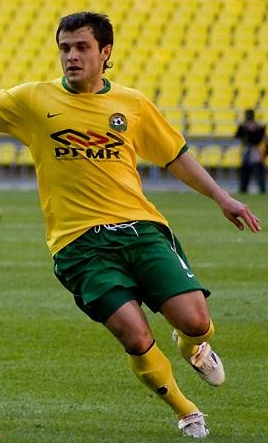
Алан Касаєв у складі «Кубані»

На початку 2008 року Касаєв поповнив ряди «Кубані», в якій яскраво проявив себе в сезоні 2008 року. Всього за сезон провів 38 матчів, забив 8 м'ячів і віддав 12 гольових передач, був одним із лідерів команди, за підсумками сезону разом із Денисом Зубком визнаний уболівальниками найкращим футболістом року в «Кубані», їм обом були вручені відповідні кубки після завершення останньої гри сезону 6 листопада. За версією газети «Спорт-Експрес», разом із капітаном «Ростова» Михайлом Осіновим, був визнаний найкращим гравцем сезону 2008 року у Першому дивізіоні.

#### Сезон 2009
14 березня 2009 року дебютував у прем'єр-лізі у поєдинку 1-го туру проти казанського «Рубіна» (0:3). У матчі другого туру проти московського «Спартака» (1:0) отримав оцінку 7,0 (з 10) і був визнаний найкращим гравцем матчу за версією газети «Спорт-Експрес». Гра Касаєва у першій частині сезону була визнана успішною, завдяки чому свій інтерес до гравця позначив чемпіон Росії «Рубін». На думку Сергія Овчинникова, який працював з Касаєвим як тренер у «Кубані», його трансферна вартість за 2009 рік зросла з 2 до 4,5 мільйонів доларів. Загалом у Прем'єр-лізі у 2009 році провів за «Кубань» 16 матчів, у яких відзначився 2-ма голами.

### «Рубін»

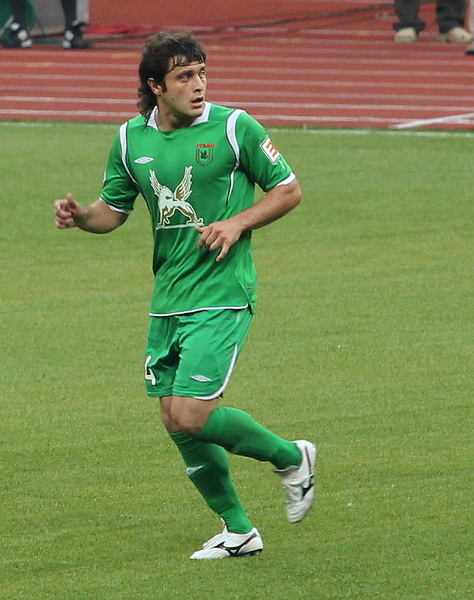
Алан Касаєв у складі «Рубіна»

21 серпня було повідомлено, що Касаєв знаходиться в Казані, а всі питання, пов'язані з його трансфером, вже вирішені і задовольняють як його самого, так і Кубань з Рубіном, контракт підписаний строком на 3,5 роки. За деякими даними, сума трансферу склала 5 млн. євро. Для виступів у складі «Рубіна» обрав собі 88-й ігровий номер. Дебютував у складі казанців 30 серпня, вийшов на заміну у виїзному матчі проти московського «Спартака». 16 вересня 2009 року дебютував у Лізі чемпіонів, вийшов на заміну Олександру Рязанцеву на 83-й хвилині першого матчу «Рубіна» у турнірі, в якому казанці зазнали виїзної поразки від київського «Динамо» з рахунком 1:3. 17 жовтня відзначився першим голом за казанців у домашньому матчі з «Хімками».

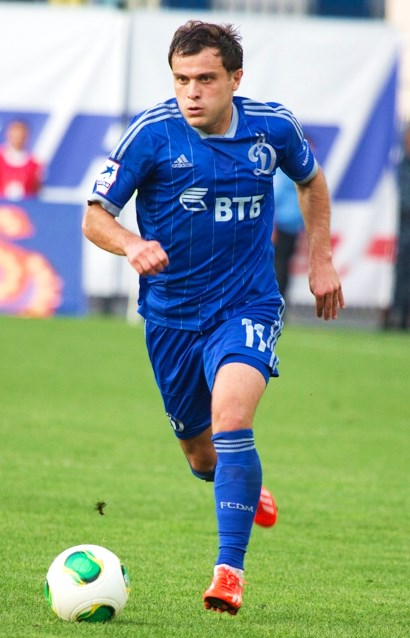
Алан Касаєв у складі «Динамо»

У сезоні 2012/13 років грав змінними позиціями лівого та правого півзахисника. У розпал сезону припала гольова серія з декількох матчів, Касаєв став частіше з'являтися у стартовому складі команди. 25 жовтня приніс перемогу «Рубіну» у третьому матчі групового етапу Ліги Європи з «Нафтчі» (Баку, Азербайджан, 1:0). 28 жовтня Касаєв і Кузьмін принесли перемогу «Рубіну» проти «Анжи», який лідирував у чемпіонаті.

### З сезону 2013/14 років
9 липня орендований московським «Динамо», за який виступав під 11-м номером. У дебютному матчі 1-го туру РФПЛ сезону 2013/14 проти «Волги» відзначився першим м'ячем за новий клуб.
Після закінчення сезону відмовився підписувати запропонований 2-річний контракт і заявив, що вважав за краще повернутися в «Рубін». Але того ж дня 16 травня 2014 року стало відомо, що Касаєв з наступного сезону виступатиме за московський «Локомотив». Ціна трансферу — 5 млн євро, які були прописані в контракті Касаєва з «Рубіном». Дебютував за «Локомотив» 10 серпня 2014 року в матчі проти тульського «Арсеналу», вийшов на заміну замість Майкона. 21 серпня провів перший матч у складі «Локомотива» у плей-оф Ліги Європи. На 45-й хвилині відзначився голом у ворота кіпрського «Аполлона» (1:1).
3 липня 2018 року «Балтика» та «Локомотив» погодили оренду Алана Касаєва до закінчення сезону 2018/19 років.
У червні 2019 року підписав контракт із курским «Авангардом». 22 січня 2020 року розірвав контракт за обопільною згодою сторін.
У лютому 2020 року стало відомо, що Касаєв тренується з владикавказькою «Аланією». За клуб провів один матч у першості ПФЛ; влітку команда підвищилася у класі, а гравець завершив кар'єру.

## Кар'єра в збірній

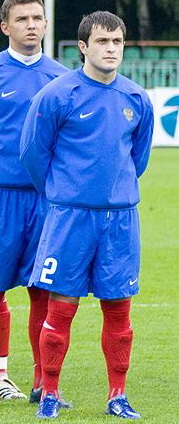
Алан Касаєв у складі молодіжної збірної Росії

У 2008 році провів три матчі у складі молодіжної збірної Росії у кваліфікації молодіжного чемпіонату Європи 2009 року.
У вересні 2010 року був викликаний до головної національної збірної Росії на матч відбірного раунду чемпіонату Європи 2012 року проти збірної Андорри, але на поле не виходив, як і в матчі зі Словаччиною. На товариські матчі із Бельгією та Іраном не викликався.
19 серпня 2011 року викликаний у розташування другої збірної Росії на матч із олімпійською збірною Білорусі.

## Статистика виступів

### Клубна
Станом на 24 листопада 2018
| Клуб                    | Див.              | Сезон             | Ліга  | Ліга | Кубок | Кубок | Єврокубки | Єврокубки | Інші  | Інші | Загалом | Загалом |
| Клуб                    | Див.              | Сезон             | Матчі | Голи | Матчі | Голи  | Матчі     | Голи      | Матчі | Голи | Матчі   | Голи    |
| ----------------------- | ----------------- | ----------------- | ----- | ---- | ----- | ----- | --------- | --------- | ----- | ---- | ------- | ------- |
| «Титан» (Реутов)        | Д3                | 2002              | 14    | 0    | 0     | 0     | —         | —         | —     | —    | 14      | 0       |
| «Титан» (Реутов)        | Загалом           | Загалом           | 14    | 0    | 0     | 0     | 0         | 0         | 0     | 0    | 14      | 0       |
| «Шинник» (Ярославль)    | Д1                | 2003              | 0     | 0    | 0     | 0     | —         | —         | —     | —    | 0       | 0       |
| «Шинник» (Ярославль)    | Загалом           | Загалом           | 0     | 0    | 0     | 0     | 0         | 0         | 0     | 0    | 0       | 0       |
| «Зеніт» (СПб)           | Д1                | 2004              | 0     | 0    | 0     | 0     | —         | —         | —     | —    | 0       | 0       |
| «Зеніт» (СПб)           | Д1                | 2005              | 0     | 0    | 3     | 0     | —         | —         | —     | —    | 3       | 0       |
| «Зеніт» (СПб)           | Д1                | 2006              | 0     | 0    | 0     | 0     | —         | —         | —     | —    | 0       | 0       |
| «Зеніт» (СПб)           | Загалом           | Загалом           | 0     | 0    | 3     | 0     | 0         | 0         | 0     | 0    | 3       | 0       |
| «Аланія» (Владикавказ)  | Д2                | 2007              | 36    | 3    | 1     | 0     | —         | —         | —     | —    | 37      | 3       |
| «Аланія» (Владикавказ)  | Загалом           | Загалом           | 36    | 3    | 1     | 0     | 0         | 0         | 0     | 0    | 37      | 3       |
| «Кубань» (Краснодар)    | Д2                | 2008              | 38    | 8    | 1     | 0     | —         | —         | —     | —    | 39      | 8       |
| «Кубань» (Краснодар)    | Д1                | 2009              | 16    | 2    | 0     | 0     | —         | —         | —     | —    | 16      | 2       |
| «Кубань» (Краснодар)    | Total             | Total             | 54    | 10   | 1     | 0     | 0         | 0         | 0     | 0    | 55      | 10      |
| «Рубін» (Казань)        | Д1                | 2009              | 10    | 1    | 0     | 0     | 4         | 0         | —     | —    | 14      | 1       |
| «Рубін» (Казань)        | Д1                | 2010              | 28    | 5    | 1     | 0     | 8         | 1         | —     | —    | 37      | 6       |
| «Рубін» (Казань)        | Д1                | 2011–12           | 30    | 4    | 3     | 1     | 11        | 1         | —     | —    | 44      | 6       |
| «Рубін» (Казань)        | Д1                | 2012–13           | 20    | 2    | 1     | 0     | 10        | 1         | —     | —    | 31      | 3       |
| «Рубін» (Казань)        | Загалом           | Загалом           | 88    | 12   | 5     | 1     | 33        | 3         | 0     | 0    | 126     | 16      |
| «Динамо» (Москва)       | Д1                | 2013–14           | 19    | 3    | 1     | 0     | —         | —         | —     | —    | 20      | 3       |
| «Динамо» (Москва)       | Загалом           | Загалом           | 19    | 3    | 1     | 0     | 0         | 0         | 0     | 0    | 20      | 3       |
| «Локомотив» (Москва)    | Д1                | 2014–15           | 26    | 3    | 3     | 0     | 2         | 1         | —     | —    | 31      | 4       |
| «Локомотив» (Москва)    | Д1                | 2015–16           | 24    | 3    | 1     | 0     | 5         | 0         | 1     | 0    | 31      | 3       |
| «Локомотив» (Москва)    | Д1                | 2016–17           | 18    | 1    | 1     | 1     | 0         | 0         | 0     | 0    | 19      | 2       |
| «Локомотив» (Москва)    | Д1                | 2017–18           | 2     | 0    | 0     | 0     | 0         | 0         | 0     | 0    | 2       | 0       |
| Загалом                 | Загалом           | Загалом           | 70    | 7    | 5     | 1     | 7         | 1         | 1     | 0    | 83      | 9       |
| «Балтика» (Калінінград) | Д2                | 2018–19           | 21    | 1    | 1     | 1     | —         | —         | —     | —    | 22      | 2       |
| «Балтика» (Калінінград) | Загалом           | Загалом           | 21    | 1    | 1     | 1     | 0         | 0         | 0     | 0    | 22      | 2       |
| Усього за кар'єру       | Усього за кар'єру | Усього за кар'єру | 302   | 36   | 17    | 3     | 40        | 4         | 1     | 0    | 360     | 43      |

## Досягнення

### Командні
«Кубань»
- Перший дивізіон Росії
  -  Срібний призер (1): 2008 (вихід у Вищий дивізіон)

«Рубін»
- Прем'єр-ліга Росії
  -  Чемпіон (1): 2009
  -  Бронзовий призер (1): 2010

- Кубок Росії
  -  Володар (1): 2011/12

- Суперкубок Росії
  -  Володар (2): 2010, 2012

«Локомотив»
- Прем'єр-ліга Росії
  -  Чемпіон (1): 2017/18

- Кубок Росії
  -  Володар (2): 2014/15, 2016/17

«Аланія»
- Першість ПФЛ
  -  Срібний призер (1): 2019/20 (зона «Південь»)

### Особисті
- Найкращий гравець Першого дивізіону (за версією газети «Спорт-Експрес»)
- У Списку 33 найкращих футболістів чемпіонату Росії №2 (2010)